# رابرت اچ. آدامز
رابرت اچ. آدامز (به انگلیسی: Robert Huntington Adams) سناتور سابق عضو حزب دموکرات ایالات متحده آمریکا بود. وی در سال ۱۸۳۰ میلادی سناتور ایالت میسیسیپی در سنای ایالات متحده آمریکا بود.